# Saurüssel (Mangfallgebirge)
Der Saurüssel ist eine 1530 m ü. A. hohe Erhebung auf dem Kamm des Hinteren Sonnberges im Mangfallgebirge bei Landl in der Gemeinde Thiersee in Tirol.

## Topographie
Das Trockenbachtal wird südlich vom Kamm des Hinteren Sonnberges eingerahmt. Auf dem teilweise bewaldeten Kamm befindet sich an dessen Ostende die höchste Erhebung, das Ascherjoch, und mit dem Saurüssel die zweithöchste Erhebung. Sie kann als leichtere Wanderung erreicht werden.